# Cẩm Phả
Cẩm Phả est une ville du nord-est du Viêt Nam située dans la province de Quang Ninh.